# Ulifo
Ulifo (em grego: Ούλιφος; romaniz.: Oúliphos; em latim: Ulifus) foi um oficial bizantino do século VI, ativo durante o reinado do imperador Justiniano (r. 527–565). Aparece em 545, quando era um doríforo da guarda de Cipriano. Na ocasião, aceitou o suborno do rei Tótila (r. 541–552), assassinou Cipriano em Perúsia e fugiu para junto dos godos. Em 552, foi cocomandante com Meligédio da guarnição gótica na Perúsia. Ele opôs-se a Meligédio que queria entregar a cidade para o general Narses e foi morto com seus homens na batalha resultante.